# Farida Osman
Farida Osman, född 18 januari 1995, är en egyptisk simmare. 

## Karriär
Osman tävlade för Egypten vid olympiska sommarspelen 2012 i London, där hon blev utslagen i försöksheatet på 50 meter frisim. Vid olympiska sommarspelen 2016 i Rio de Janeiro tävlade Osman i två grenar (50 meter frisim och 100 meter fjärilsim).
I juli 2021 vid OS i Tokyo tävlade Osman i tre grenar. Hon slutade på 24:e plats på 50 meter frisim, 33:e plats på 100 meter frisim samt på 20:e plats på 100 meter fjärilsim.